# Victoria (Rumania)
Victoria es una ciudad de Rumanía, situada en el distrito de Braşov, Transilvania.

## Geografía
Está situada a 30 km de la ciudad de Făgăraş, por la carretera E68, y a 100 km de la de Braşov, al pie de las montañas de Făgăraş.

## Historia
La ciudad de Victoria es uno más de los grandes proyectos de la época comunista rumana. Se empezó a construir en 1948 para alojar a un complejo industrial químico. En sus primeros años de vida la ciudad recibió otros nombres: Ucea Fabricii, Ucea Roşie, Ucea Colonie. Desde 1954 lleva el nombre actual.

## Demografía
La cifra de población más elevada se logró en 1992, cuando la ciudad llegó a tener 10 247 habitantes. En el censo de 2002 la ciudad contaba con 9059 habitantes. El 98 % de los habitantes de Victoria son de etnia rumana. Solo hay unas pequeñas comunidades de húngaros, gitanos o alemanes que cuentan cada una con menos de 100 personas.
| 1956  | 1966  | 1977  | 1992   | 2002  |
| ----- | ----- | ----- | ------ | ----- |
| 2 763 | 6 717 | 8 209 | 10 247 | 9 059 |

## Economía
El complejo industrial para el que fue creada la ciudad ya no existe como tal. Después de la caída del comunismo se fragmentó en industrias de menor tamaño. Otros sectores de la economía de Victoria son la construcción, el comercio y el turismo.

## Turismo
La ciudad se encuentra muy favorecida por el marco natural. Está rodeada de montañas, y muy cerca de ella se hallan los picos más altos de los Cárpatos rumanos: Moldoveanu (2543 m) y Negoiu (2535 m). Los alpinistas pueden encontrar cobijo en las cabañas de Turnuri, Podragu, Valea Sâmbetei. A 20 km de la ciudad se encuentra un complejo turístico llamado Sâmbăta. En la ciudad también funciona una piscina pública y una sauna.

## Religión
Victoria, por haber sido fundada en la época comunista, fue edificada como una ciudad atea, sin iglesias, aunque la población celebraba misas a escondidas. Gheorghe Albăceanu, guardia en el complejo industrial y muy creyente, adaptó dos habitaciones de su casa para poderlas utilizar como iglesia, donde celebraba misas por la noche. Tras tener problemas con los servicios secretos, fue enviado a trabajar en el dique Vidraru. Allí ahorraba dinero y en 1968 compró una casa de madera que puso en su jardín, destinándola a servir como iglesia. Años más tarde levantó en su lugar una iglesia de cemento y piedra. 
Hoy en día (2010), funcionan tres iglesias ortodoxas (una de ellas aún en construcción), dos capillas greco-católicas, una iglesia pentecostal y una iglesia adventista. El 95 % de la población pertenece a la Iglesia ortodoxa rumana.

## Ciudades hermanas
- Chevilly-Larue, Francia
- Doorn, Países Bajos
- Lariano, Italia